# Peczerśka
Peczerśka (ukr. Печерська) – jedna ze stacji kijowskiego metra na linii Syrećko-Peczerśka. Została otwarta 27 grudnia 1997. 
Nazwa stacji pochodzi od rejonu peczerskiego w Kijowie, znajdującego się na południe od centrum miasta, na prawym brzegu Dniepru. Dzienny ruch pasażerski szacowany jest na 24 300 osób.